# Philipp Seitz
Philipp Seitz (* 18. März 1997 in Wien) ist ein österreichischer Handballspieler.

## Karriere
Seitz begann in seiner Jugend bei Union West Wien Handball zu spielen. Der Rückraumspieler wechselte später zur SG Handball West Wien und rückte in der Saison 2016/17 in das Stammpersonal der ersten Mannschaft auf. 2021 beendete Seitz seine Karriere.

## HLA-Bilanz
| 2015/16   | SG Handball West Wien                                           | HLA                                                             | 15                                                              | 19                                                              | 3/4                                                             | 16                                                              |                                                                 |                                                                 |                                                                 |                                                                 |
| 2016/17   | SG Handball West Wien                                           | HLA                                                             | 32                                                              | 45                                                              | 0/0                                                             | 45                                                              |                                                                 |                                                                 |                                                                 |                                                                 |
| 2017/18   | SG Handball West Wien                                           | HLA                                                             | 29                                                              | 41                                                              | 0/0                                                             | 41                                                              |                                                                 |                                                                 |                                                                 |                                                                 |
| 2018/19   | SG Handball West Wien                                           | HLA                                                             | 29                                                              | 83                                                              | 1/1                                                             | 82                                                              |                                                                 |                                                                 |                                                                 |                                                                 |
| 2019/20   | Saison aufgrund der COVID-19-Pandemie in Österreich abgebrochen | Saison aufgrund der COVID-19-Pandemie in Österreich abgebrochen | Saison aufgrund der COVID-19-Pandemie in Österreich abgebrochen | Saison aufgrund der COVID-19-Pandemie in Österreich abgebrochen | Saison aufgrund der COVID-19-Pandemie in Österreich abgebrochen | Saison aufgrund der COVID-19-Pandemie in Österreich abgebrochen | Saison aufgrund der COVID-19-Pandemie in Österreich abgebrochen | Saison aufgrund der COVID-19-Pandemie in Österreich abgebrochen | Saison aufgrund der COVID-19-Pandemie in Österreich abgebrochen | Saison aufgrund der COVID-19-Pandemie in Österreich abgebrochen |
| 2020/21   | SG Handball West Wien                                           | HLA                                                             | 14                                                              | 8                                                               | 0/0                                                             | 8                                                               |                                                                 |                                                                 |                                                                 |                                                                 |
| 2015–2021 | gesamt                                                          | HLA                                                             | 119                                                             | 196                                                             | 4/5 (80 %)                                                      | 192                                                             |                                                                 |                                                                 |                                                                 |                                                                 |